# Olivier Magne
Olivier Claude Charles Magne (Aurillac, 11 de abril de 1973) es un exjugador y entrenador francés de rugby que se desempeñaba como flanker.

## Selección nacional
Fue convocado por primera vez a Les Bleus en febrero de 1997 para enfrentar a los Dragones Rojos y jugó con ellos hasta su retiro internacional frente a los All Blacks en junio de 2007. En total disputó 89 partidos y marcó 14 tries (70 puntos).

### Participaciones en Copas del Mundo
Magne disputó dos Copas del Mundo; Gales 1999; los franceses vencieron a los All Blacks en semifinales pero no pudieron con los Wallabies en la final y Australia 2003; donde Les Bleus cayeron en semifinales ante los eventuales campeones del Mundo, el XV de la Rosa.
| Mundial                       | Sede      | Resultado     | PJ | Tries |
| ----------------------------- | --------- | ------------- | -- | ----- |
| Copa Mundial de Rugby de 1999 | Gales     | Subcampeón    | 6  | 1     |
| Copa Mundial de Rugby de 2003 | Australia | Cuarto puesto | 6  | 1     |

## Palmarés
- Campeón del Torneo de las Seis Naciones de 1997, 1998, 2002, 2004 todos estos con Grand Slam y 2006.

## Entrenador
En 2009 aceptó ser entrenador de la selección Griega hasta 2010. Desde 2013 es parte del cuerpo técnico de Thomas Lièvremont en la Selección juvenil de Francia desempeñándose como entrenador de forwards.